# Dlouhá Třebová
Dlouhá Třebová là một làng thuộc huyện Ústí nad Orlicí, vùng Pardubický, Cộng hòa Séc.